# Hans Roll
Hans Nils Roll, född 29 juli 1912 i Engelbrekts församling, Stockholm, död 1 mars 2012 i samma församling, var en svensk tandläkare som var verksam i 73 år.
Hans Roll var son till målarmästaren Nils Roll och Albina Ekman. Efter studentexamen vid högre allmänna läroverket på Östermalm i Stockholm 1931 följde akademiska studier genom vilka han blev odontologie kandidat 1932 och tog tandläkarexamen 1935. Han var assistent vid Tandkliniken i City, Stockholm, 1935–1938 och hade egen praktik i Stockholm från 1938.
Roll verkade som tandläkare i 73 år från 1935 till 2008, då han vid 96 års ålder behandlade sin sista patient. Han är en av de tandläkare som haft bland de längsta verksamhetsperioderna i landet och var vid Tandläkarförbundets 100-årsjubileum dess äldste medlem.
Han var också tillsammans med hustrun verksam som amatörmusiker inom den klassiska genren och spelade i olika orkestrar.
Hans Roll gifte sig 1938 med Ingrid Nordin (1919-2018) och fick barnen Johan 1940, Anna 1942, Fredrik 1944, Martin 1947 och Camilla 1953. Bland barnen märks skådespelaren Anna Roll, sammanboende med Anders Linder, och bland barnbarnen musikerna Nora Roll och Olle Linder. Hans Roll är begravd på Norra begravningsplatsen i Stockholm.